# Dánská hokejová reprezentace do 20 let
Dánská hokejová reprezentace do 20 let je výběrem nejlepších dánských hráčů ledního hokeje v této věkové kategorii. Mužstvo sestoupilo z elitní skupiny juniorského mistrovství světa, ve které se představilo v roce 2019 popáté v řadě a posedmé v historii. V letech 2008 i 2012 obsadili Dáni poslední desáté místo, na šampionátech 2015, 2016 a 2017 se dokázal tým dostat do čtvrtfinále.

## Účast v elitní skupiněmistrovství světa
| MS       | Místo konání                 | Umístění           | Soupiska                                              |
| -------- | ---------------------------- | ------------------ | ----------------------------------------------------- |
| MSJ 2008 | Česko (Pardubice, Liberec)   | 10. místo (sestup) | soupiska                                              |
| MSJ 2012 | Kanada (Calgary, Edmonton)   | 10. místo (sestup) | soupiska                                              |
| MSJ 2015 | Kanada (Montreal, Toronto)   | 8. místo           | soupiska                                              |
| MSJ 2016 | Finsko (Helsinky)            | 8. místo           | soupiska                                              |
| MSJ 2017 | Kanada (Montreal, Toronto)   | 5. místo           | soupiska[nedostupný zdroj]                            |
| MSJ 2018 | USA (Buffalo)                | 9. místo           | soupiska Archivováno 26. 12. 2017 na Wayback Machine. |
| MSJ 2019 | Kanada (Vancouver, Victoria) | 10. místo (sestup) | soupiska                                              |

## Individuální rekordy na MSJ
(pouze elitní skupina)

### Celkové
Utkání: 22, Jonas Røndbjerg (2016, 2017, 2018, 2019)
Góly: 6, Oliver Bjorkstrand (2012, 2015) a Joachim Blichfeld (2017, 2018)
Asistence: 9, Jonas Røndbjerg (2016, 2017, 2018, 2019)
Body: 12, Jonas Røndbjerg (2016, 2017, 2018, 2019)
Trestné minuty: 37, Lars Eller (2008)
Vychytaná čistá konta: 0
Vychytaná vítězství: 3, Kasper Krog (2017, 2018)

### Za turnaj
Góly: 4, Oliver Bjorkstrand (2015)
Asistence: 5, Patrick Bjorkstrand (2012) a Jonas Røndbjerg (2018)
Body: 7, Jonas Røndbjerg (2018)
Trestné minuty: 37, Lars Eller (2008)
Vychytaná čistá konta:  0
Vychytaná vítězství: 2, Kasper Krog (2018)

## Souhrn výsledků v nižších divizích
B skupina (od roku 2001 I. divize) je druhou kategorií MS, třetí kategorií je C skupina (od roku 2000 II. divize).
| - 1979 - 4. místo v B skupině - 1980 - 5. místo v B skupině - 1981 - 5. místo v B skupině - 1982 - 4. místo v B skupině - 1983 - 7. místo v B skupině - 1984 - 8. místo v B skupině (sestup) - 1985 - neúčast - 1986 - 2. místo v C skupině - 1987 - 2. místo v C skupině - 1988 - 1. místo v C skupině (postup) - 1989 - 7. místo v B skupině - 1990 - 4. místo v B skupině - 1991 - 8. místo v B skupině (sestup) - 1992 - 2. místo v C skupině - 1993 - 2. místo v C skupině - 1994 - 3. místo v C skupině - 1995 - 3. místo v C1 skupině (jedna ze dvou skupin v C kategorii) - 1996 - 3. místo v C skupině | - 1997 - 3. místo v C skupině - 1998 - 1. místo v C skupině (postup) - 1999 - 3. místo v B skupině - 2000 - 8. místo v B skupině (sestup) - 2001 - 4. místo v II. divizi - 2002 - 2. místo v II. divizi (postup díky rozšíření I. divize) - 2003 - 5. místo v jedné ze dvou skupin I. divize - 2004 - 2. místo v jedné ze dvou skupin I. divize - 2005 - 3. místo v jedné ze dvou skupin I. divize - 2006 - 2. místo v jedné ze dvou skupin I. divize - 2007 - 1. místo v jedné ze dvou skupin I. divize (postup) - 2009 - 2. místo v jedné ze dvou skupin I. divize - 2010 - 2. místo v jedné ze dvou skupin I. divize - 2011 - 1. místo v jedné ze dvou skupin I. divize (postup) - 2013 - 3. místo v A skupině I. divize - 2014 - 1. místo v A skupině I. divize (postup) - 2020 - 5. místo v A skupině I. divize - 2021 - nižší divize zrušeny kvůli pandemii koronaviru |